# Förbränningstoalett

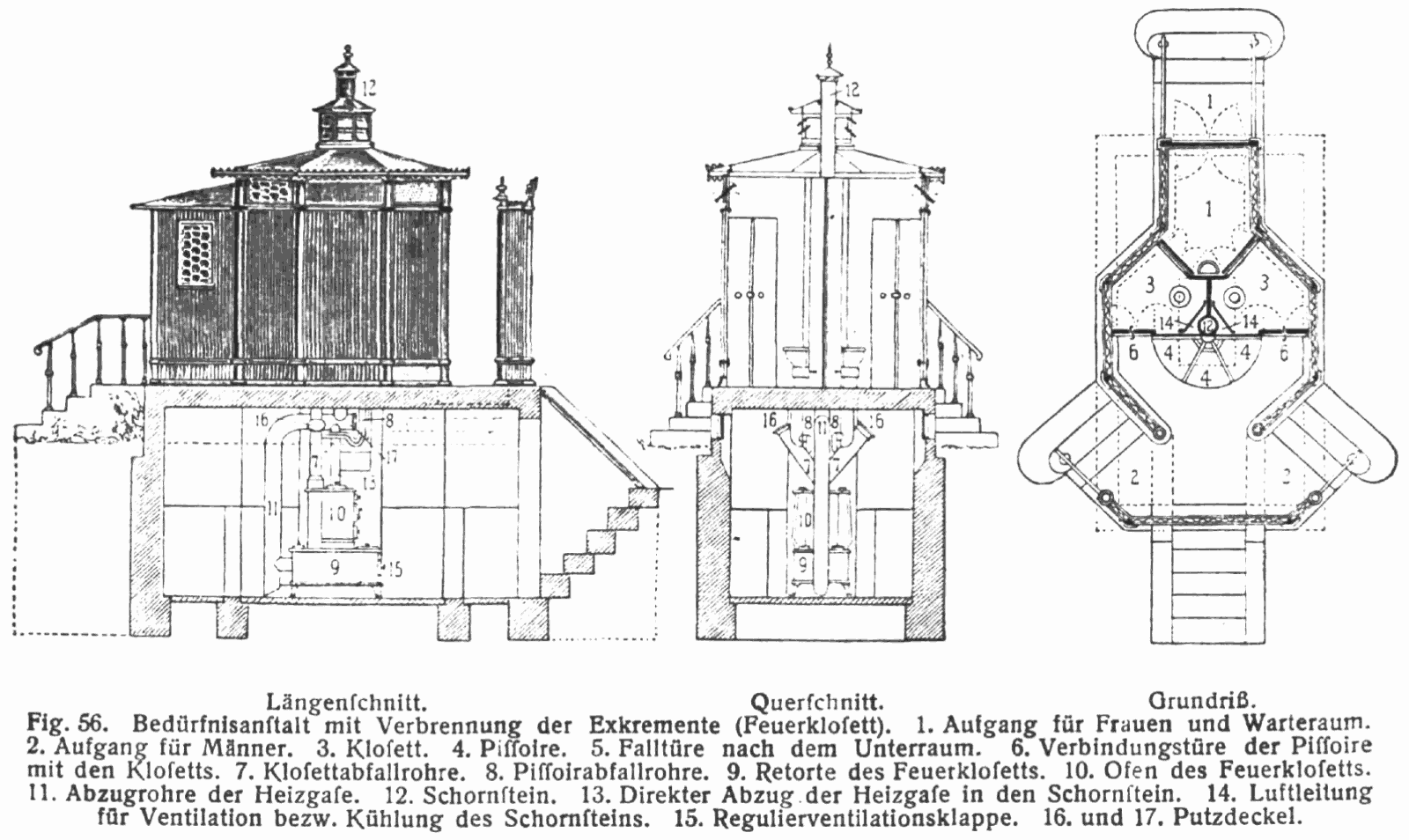
Ritning på förbränningstoalett från Lexikon der gesamten Technik, 1904

En förbränningstoalett är en toalett som förbränner avföring och toalettpapper i hög temperatur, och lämnar aska som avfallsprodukt. Förbränningstoaletten är ett alternativ till utedasset/mulltoan då den förbränner avföring och urin i 600 grader Celsius. Kvar blir ren aska som går utmärkt att använda som växtnäring. Det finns i stort sett två olika sorters förbränningstoaletter, eldriven och gasdriven. 